# Honda ZR-V
O Honda ZR-V (também conhecido como Honda HR-V na América do Norte e na China) é um crossover de porte médio produzido pela Honda. Posicionado entre o HR-V global e o CR-V, o veículo compartilha a sua plataforma com o Civic de 11ª geração.
O desenvolvimento do ZR-V foi liderado pelo gerente de desenvolvimento de modelo Shuichi Ono. Foi apresentado pela primeira vez nos Estados Unidos em 4 de abril de 2022 como o HR-V de 3ª geração diferenciado do modelo global, a fim de "atender às necessidades distintas dos clientes dos EUA". As vendas começaram nesse mercado em 7 de junho de 2022 como modelo 2023. Lançamentos posteriores, como na China e na Europa, utilizaram o nome "ZR-V", pois é vendida junto com o HR-V global nesses mercados. Os modelos chineses são produzidos pela GAC Honda como ZR-V e pela Dongfeng Honda como HR-V, respectivamente. Os modelos europeus utilizarão motorização totalmente híbrida como padrão.
Segundo a Honda, o nome "ZR-V" significa "Z Runabout Vehicle", uma referência à Geração Z.

## No Brasil
No Brasil, foi lançado em 30 de outubro de 2023 como modelo 2024, importado do México.

### Comparação com o HR-V
O motor aspirado a gasolina 2.0 possui menos potência e torque que o motor 1.5 do HR-V de terceira geração na versão turbo. O consumo do ZR-V também é maior que o HR-V. Em relação a outros aspectos, o ZR-V apresenta maior espaço interno e maior porte, apesar de um porta-malas menor.